# José Ferreira da Costa

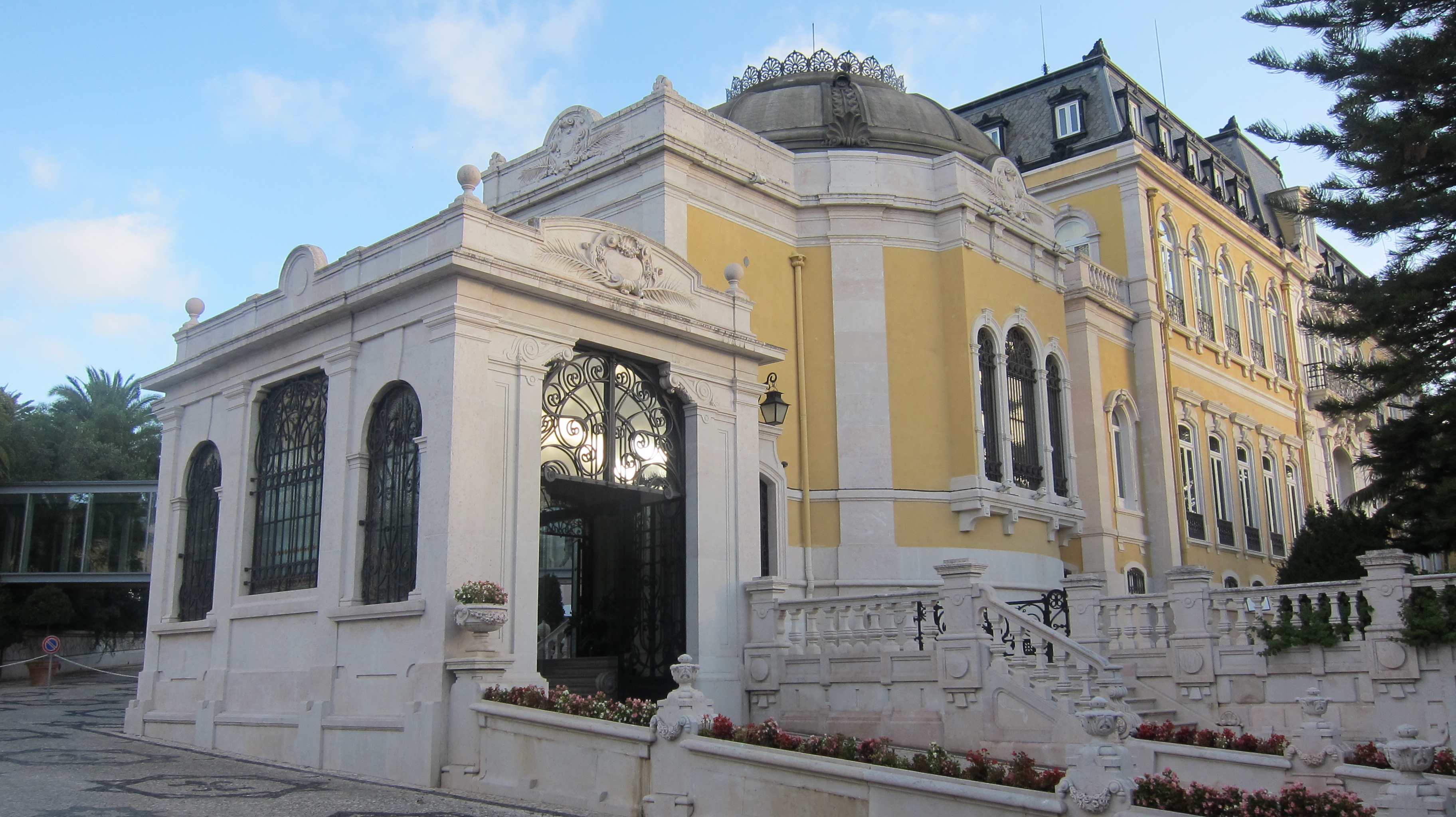
Palácio Valle Flor

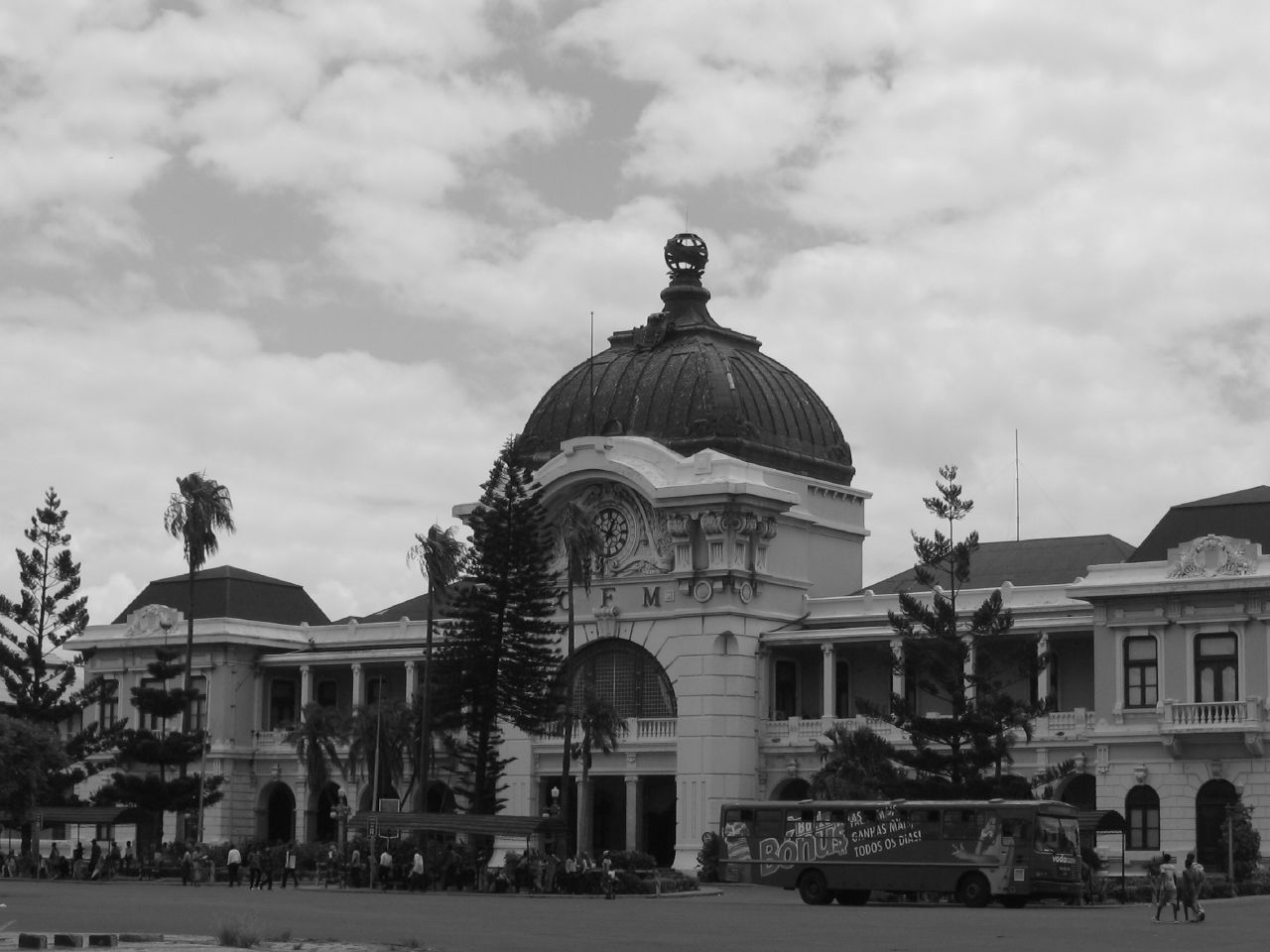
Estação do Caminho de Ferro de Maputo

José Cristiano de Paula Ferreira da Costa (Lisboa, c. 1879 — Lisboa, c. 1919), foi um arquitecto português de formação portuguesa e francesa.

## Biografia
Inserindo-se dentro do estilo ecléctico Português, dotado também para pintura, preocupava-se para além do desenho decorativo e a relação entre os encaixes dos vários estilos de forma sublimar, a funcionalidade dos edifícios e a relação entre os espaços.
Estudou arquitectura em Lisboa e esteve em Paris no desenrolar dos seus estudos.
Após a sua formação e esteve também nas colónias, sendo o principal promotor da arquitectura dos inícios do século XX em Angola e Moçambique.
Foi Chefe da Repartição Técnica de Agua e Saneamento de Luanda e chefe da Repartição Superior dos Serviços Urbanos da cidade de Luanda. Prestou serviço em Moçambique na 1ª sub secção de Arquitectura das Obras Públicas.
Filho do escritor João de Deus Paula Ferreira da Costa e bisneto do miguelista Francisco de Paula Ferreira da Costa.
Casou em Lisboa com Virgínia da Assunção Gonçalves Ferreira da Costa.

## Obras
Este arquitecto não foi estudado, tendo sido famoso e morrido esquecido, mas mesmo assim destacam-se entre os seus projectos arquitectónicos as seguintes emblemáticas obras:
- Hotel Internacional de Lisboa (Internacional Design Hotel desde 2009), prédio do António da Silva Cunha, proprietario da Fábrica Confiança do Porto, na esquina da Rua Augusta e da rua da Betesga em Lisboa.
- Palácio Valle Flor, mandado construir ao arquitecto italiano Nicola Bigaglia, que esteve ligado ao projecto entre 1905 e 1906, no entanto a partir de 1910 é o arquitecto José Ferreira da Costa quem continua a acompanhar todos os trabalhos, destacando-se as novas alas e arranjos. Sabe-se também que os desenhos de alguns detalhes do palácio pertenceram ao arquitecto Miguel Ventura Terra, em Lisboa.
- Habitação na Ajuda - 1936 - Rua Flinto Eliseo 2 em Lisboa.
- Estação de Comboios de Lourenço Marques.
- Banco Nacional Ultra-Marino em Lourenço Marques.
- Teatro Gil Vicente em Lourenço Marques.
- Esquadra da Policia em Lourenço Marques.
- Projectos para o cemitério português em França.
- Palace Vidago Hotel (https://pt.revistasdeideias.net/pt-pt/a-construcao-moderna/in-issue/iss_0000002996/1)

## Artigos
Artigos publicados na revista Construção Moderna:
Apontamentos historico-architectonicos
Costa, José Cristiano de Paula Ferreira da (c. 1850-c. 1919)
Parte 1/6 - A Construcção Moderna , N.º 65 (Intercalar 6), 10 de Julho de 1902, p. XLVI
Parte 2/6 - A Construcção Moderna , N.º 68 (Intercalar 7), 10 de Agosto de 1902
Parte 3/6 - A Construcção Moderna , N.º 74 (Intercalar 9), 10 de Outubro de 1902
Parte 4/6 - A Construcção Moderna , N.º 77 (Intercalar 10), 10 de Novembro de 1902
Parte 5/6 - A Construcção Moderna , N.º 80 (Intercalar 11), 10 de Dezembro de 1902
Parte 6/6 - A Construcção Moderna , N.º 94, 1 de Maio de 1903
Generalidades de historia da architectura em alguns povos
Costa, José Cristiano de Paula Ferreira da (c. 1850-c. 1919)
Parte 1/4 - A Construcção Moderna , N.º 101, 10 de Julho de 1903, pp. 133-134
Parte 2/4 - A Construcção Moderna , N.º 107, 10 de Setembro de 1903
Parte 3/4 - A Construcção Moderna , N.º 118, 1 de Janeiro de 1904
Parte 4/4 - A Construcção Moderna , N.º 126, 20 de Março de 1904
Conferencias sobre Arte
Costa, José Cristiano de Paula Ferreira da (c. 1850-c. 1919)
A Construcção Moderna, N.º 133, 1 de Julho de 1904 [1 de Junho de 1904], p. 101